# Strawberry Creek
Strawberry Creek è un torrente sul versante sud dei Monti San Bernardino sopra la città di San Bernardino che si staglia per 6,4 km. Fa parte dello spartiacque Warm Creek a San Bernardino, in California, le cui acque sfociano nel fiume Santa Ana . I pozzi con un permesso d'uso speciale scaduto (1988) dal servizio forestale degli Stati Uniti a Nestlé Waters North America attingono alle acque sotterranee sopra Strawberry Creek sulla foresta nazionale di San Bernardino e le imbottigliano per la vendita come Arrowhead Mountain Spring Water .

## Storia e controversie
I pozzi Strawberry Creek di Nestlé si trovano a nord-est di una formazione rocciosa a forma di punta di freccia da cui prende il nome la sua acqua in bottiglia commerciale. Il permesso di Nestlé per prelevare acqua e trasferirla attraverso la foresta nazionale è scaduto nel 1988, sebbene continui a prelevare una media di oltre 62,5 milioni di galloni ogni anno dalle acque sotterranee. Il servizio forestale degli Stati Uniti è tenuto e ha accettato di condurre una revisione dell'impatto ambientale prima di rilasciare nuovamente il permesso di utilizzo dell'acqua di Nestlé.
Una grande controversia è sorta negli ultimi 3-4 anni per quanto riguarda la rimozione dell'acqua e gli effetti sul torrente e sulle sue risorse. La più grave siccità nell'area da centinaia di anni ha portato questo problema a un punto culminante. I pozzi e il torrente si trovano nella Foresta Nazionale del San Bernardino che è un terreno pubblico di proprietà di tutti i cittadini. Nestlé, una società straniera, afferma di possedere l'acqua sulla base di affermazioni risalenti al 1865 e che il servizio forestale non ha l'autorità per regolamentare il prelievo dell'acqua. Cittadini e associazioni ambientaliste sostengono che lo Stato della California possiede e regola l'acqua dello Stato e che per le acque sotterranee, il proprietario terriero sovrastante (Forest Service) ha il diritto di determinare l'uso delle acque sotterranee sotto la National Forest. Un altro problema è chiamare l'acqua sorgiva, che viene naturalmente in superficie come sostiene Nestlé, quando i cittadini credono che in realtà sia acqua sotterranea proveniente da pozzi che si estendono per 120-495 metri nella montagna. 'anno scorso l'azienda ha prelevato circa 58 milioni di galloni, superando di gran lunga i 2,3 milioni di galloni all'anno che potrebbe validamente rivendicare.

## Spartiacque e affluenti
Strawberry Creek sorge a 5 000 piedi (1 500 m) appena a sud di Rimforest nelle montagne di San Bernardino e a sud-est di Strawberry Peak. Scorre verso sud per 2,5 miglia (4,0 km) poi 1,5 miglia (2,4 km) sud-ovest fino a quando non si unisce a East Twin Creek . East Twin Creek è affiancato da West Twin Creek, quest'ultimo drenante Waterman Canyon. East Twin Creek è affluente di Warm Creek che è, a sua volta, affluente del fiume Santa Ana e infine dell'Oceano Pacifico .

## Habitat ed ecologia
Il dace maculato di Santa Ana ( Rhinichthys osculus ssp. ) ha utilizzato lo Strawberry Creek fino a quando la combinazione di flussi bassi nella siccità estiva del 2003 e gli incendi e le inondazioni nel novembre/dicembre 2003 hanno apparentemente spazzato via il pesce. I dadi maculati di Santa Ana sono molto rari e minacciati da attività umane come il prelievo di acqua, le barriere al movimento e l'isolamento. L'habitat supporta molte specie minacciate, in via di estinzione e sensibili al servizio forestale. L'elenco include, almeno il vireo di Bell, il pigliamosche del salice sudoccidentale, il serpente giarrettiera a due strisce, il gufo maculato della California e il boa di gomma meridionale.  La siccità prolungata ha avuto un effetto significativo sui corsi d'acqua nel sud della California e sulla loro capacità di sostenere le specie animali che richiedono acque superficiali.